# I Love You, Man!
I Love You, Man! är den svenska diskjockeyduon Rebecca & Fionas debutalbum. Albumet släpptes den 16 november 2011. I Love You, Man! har mestadels fått positiv kritik.

## Låtlista
| Nr  | Titel             | Längd |
| --- | ----------------- | ----- |
| 1.  | Giliap            | 5:09  |
| 2.  | Jane Doe          | 3:09  |
| 3.  | Dance             | 4:40  |
| 4.  | Edge              | 5:34  |
| 5.  | Church Is On Fire | 2:34  |
| 6.  | Bullets           | 2:55  |
| 7.  | If She Was Away   | 2:39  |
| 8.  | We Are Girls      | 3:54  |
| 9.  | Ted               | 2:55  |
| 10. | Golden Gate       | 3:17  |
| 11. | Hard              | 3:09  |
| 12. | Sleep Alone       | 3:17  |

## Singlar
- Luminary Ones - 2010
- Bullets - 2011
- If She Was Away / Hard - 2011
- Jane Doe - 2011
- Dance - 2012